# Takaya Kurokawa
Takaya Kurokawa (Japans: 黒河 貴矢, Kurokawa Takaya) (Saijo, 7 april 1981) is een Japans voetballer.

## Clubcarrière
Takaya Kurokawa speelde tussen 2000 en 2007 voor Shimizu S-Pulse, Tokyo Verdy, JEF United Ichihara Chiba en Japan Soccer College. Hij tekende in 2008 bij Albirex Niigata.

## Olympische Spelen
Hij vertegenwoordigde zijn vaderland op de Olympische Spelen 2004 in Athene, waar de selectie onder leiding van bondscoach Masakuni Yamamoto in de groepsronde werd uitgeschakeld. 